# Alstom
Alstom je francosko mednarodno podjetje, ki proizvaja opremo za elektrarne in železniška vozila. Podjetje je aktivno v okrog 100 državah po svetu in ima okrog 90000 zaposlenih. Sedež je v Levallois-Perret, zahodno od Pariza.
Alstom proizvaja transformatorje in turbine za hidroelektrarne, termoelektrarne, jedrske elektrarne, plinske in geotermalne elektrarne. Podjetje je tudi znano po vlakih TGV, AGV, Eurostar in tramvajih Citadis.
Leta 2014 je ameriški General Electric podal okrog US$17 milijard (€12.4 milijard) vredno pogodbo za prevzem Alstoma. Za podjetje sta se zanimala tudi Siemens in Mitsubishi Heavy Industries. Pogajanja naj bi bila zaključena do leta 2015